# Henyeyspåret

Diagram som visar stjärnutvecklingen (blå linjer) för stjärnor före huvudserien. De nästan horisontella kurvorna är Henyeyspår.
Stjärnor med stor massa har en utveckling som går i nästan horisontella spår tills de når huvudserien. För mindre massiva stjärnor går utvecklingsspåret nästan vertikalt som ett Hayashispår.
Längst till vänster i varje spår anges respektive stjärnmassa i solmassor räknat, vilket också visar dess position i huvudserien.

Henyeyspåret är ett nästan horisantalt utvecklingsspår i Hertzsprung-Russell-diagrammet, som bildas när protostjärnor närmar sig huvudserien, sedan det protostellära molnet nått en ungefärlig hydrostatisk jämvikt. Det gäller protostjärnor med en massa av mer än 0,5 solmassor (M☉).
Begreppet har fått namn efter den ungersk-amerikanske astronomen Louis G. Henyey som tillsammans med sina kollegor på 1950-talet visade att stjärnor före huvudserien kan utvecklas med konstant luminositet, för att energitransporten sker med strålning i hela stjärnan.
För stjärnor med liten massa transporteras istället värmen genom konvektion, där stjärnan följer ett Hayashispår.